# Susan Vane-Tempest
Lady Susan Vane-Tempest, född Pelham-Clinton 7 april 1839, död 6 september 1875, var en brittisk adelskvinna. 
Hon hade som änka 1864-1871 ett förhållande med Edvard VII av Storbritannien.